# Municipio San Andrés
Das Municipio San Andrés ist ein Verwaltungsbezirk im Departamento Beni im südamerikanischen Anden-Staat Bolivien.

## Lage im Nahraum
Das Municipio San Andrés ist eines von zwei Municipios der Provinz Marbán und liegt im östlichen Teil der Provinz. Es grenzt im Westen an das Municipio Loreto, im Süden an das Departamento Cochabamba, im Osten an das Departamento Santa Cruz und im Norden an die Provinz Cercado.
Die größte Ortschaft in dem Municipio ist die Landstadt Puente San Pablo am Río San Pablo mit 2341 Einwohnern.(2012) Zweitgrößte Ortschaft und Verwaltungssitz des Municipios ist San Andrés mit 227 Einwohnern (2012) in der Nordwest-Ecke des Municipio.

## Geographie
Das Municipio San Andrés liegt im bolivianischen Tiefland in der Moxos-Ebene, mit über 100.000 km² einem der größten Feuchtgebiete der Erde. Vorherrschende Vegetationsform in der Region San Andrés ist die tropische Savanne.
Der Jahresniederschlag für die Region beträgt 1900 mm (siehe Klimadiagramm Trinidad), mit einer deutlichen Trockenzeit in den Monaten Juni bis August und monatlichen Niederschlagshöchstwerten von mehr als 250 mm von Dezember bis Februar. Die Monatsdurchschnittstemperaturen liegen ganzjährig zwischen 24 °C im Juni/Juli und 27 bis 28 °C von September bis März.

## Bevölkerung
Die Bevölkerungszahl ist zwischen 1992 und 2024 auf fast das Doppelte angestiegen:
| Jahr | Einwohner | Quelle       |
| ---- | --------- | ------------ |
| 1992 | 8.271     | Volkszählung |
| 2001 | 10.595    | Volkszählung |
| 2012 | 12.503    | Volkszählung |
| 2024 | 15.635    | Volkszählung |

Die Bevölkerungsdichte des Municipios bei der Volkszählung von 2024 betrug 1,57 Einwohner/km², der Anteil der städtischen Bevölkerung ist 18,7 Prozent.
Die Lebenserwartung der Neugeborenen lag im Jahr 2001 bei 64,1 Jahren.
Der Alphabetisierungsgrad bei den über 19-Jährigen beträgt 85,3 Prozent, und zwar 88,9 Prozent bei Männern und 80,3 Prozent bei Frauen. (2001)

## Politik
Ergebnis der Regionalwahlen (concejales del municipio) vom 4. April 2010:
| Wahl- berechtigte |  | Wahl- beteiligung | gültige Stimmen |  | MAS-IPSP | NACER  | PRIMERO | MNR-PUEBLO |
| ----------------- |  | ----------------- | --------------- |  | -------- | ------ | ------- | ---------- |
| 4.512             |  | 3.832             | 3.187           |  | 1.278    | 977    | 635     | 297        |
|                   |  | 84,9 %            | 83,2 %          |  | 40,1 %   | 30,7 % | 19,9 %  | 9,3 %      |

Ergebnis der Regionalwahlen (elecciones de autoridades políticas) vom 7. März 2021:
| Wahl- berechtigte |  | Wahl- beteiligung | gültige Stimmen |  | MAS-IPSP | MTS     | NACER  | AHORA! | CPEM-B |
| ----------------- |  | ----------------- | --------------- |  | -------- | ------- | ------ | ------ | ------ |
| 7.293             |  | 6.087             | 5.198           |  | 2.039    | 1.625   | 479    | 394    | 274    |
|                   |  | 83,46 %           | 85,40 %         |  | 39,23 %  | 31,26 % | 9,22 % | 7,58 % | 5,27 % |

## Gliederung
Das Municipio gliederte sich bei der letzten Volkszählung von 2012 in die folgenden drei Kantone (cantones):
- 08-0602-01 Kanton San Andrés – 73 Ortschaften – 10.224 Einwohner (2001: – 7.342 Einwohner)
- 08-0602-02 Kanton Perotó – 27 Ortschaften – 2.050 Einwohner (2001: 2.408 Einwohner)
- 08-0602-03 Kanton San Lorenzo – 3 Ortschaften – 346 Einwohner (2001: 845 Einwohner)

## Ortschaften im Municipio San Andrés
- Kanton San Andrés
  - Puente San Pablo 2341 Einw. – Unión y Fe 523 Einw. – Puente Caimanes 319 Einw. – Villa Alba 294 Einw. – San Andrés 227 Einw. – Nueva Creación Cotoca 221 Einw.

- Kanton Perotó
  - Elvira 339 Einw. – Perotó 331 Einw. – Miraflores 315 Einw. – Somopae 113 Einw.

- Kanton San Lorenzo
  - Naranjitos 212 Einw. – San Lorenzo 48 Einw.